# Résultats détaillés des championnats d'Europe d'athlétisme 2012
Résultats détaillés des Championnats d'Europe d'athlétisme 2012 de Helsinki.
| Courses: 100 m - 200 m - 400 m - 800 m - 1 500 m - 5 000 m - 10 000 m Obstacles: 100 m haies - 110 m haies - 400 m haies - 3 000 m steeple Sauts: Hauteur - Longueur - Triple saut - Perche Lancers: Javelot - Disque - Poids - Marteau Relais: 4 × 100 m - 4 × 400 m Epreuves combinées: Décathlon - Heptathlon Légende - Liens externes |

## 100m
| Rang | Pays        | Athlète                | Temps        |
| ---- | ----------- | ---------------------- | ------------ |
| 1    | France      | Christophe Lemaitre    | 10 s 09      |
| 2    | France      | Jimmy Vicaut           | 10 s 12 (SB) |
| 3    | Norvège     | Jaysuma Saidy Ndure    | 10 s 17      |
| 4    | Royaume-Uni | Harry Aikines-Aryeetey | 10 s 31      |
| 5    | Ukraine     | Serhiy Smelyk          | 10 s 34      |
|      | Lettonie    | Ronalds Arājs          | DNF          |
|      | Lituanie    | Rytis Sakalauskas      | DNF          |
|      | Italie      | Simone Collio          | DQ           |

| Rang | Pays      | Athlète          | Temps        |
| ---- | --------- | ---------------- | ------------ |
| 1    | Bulgarie  | Ivet Lalova      | 11 s 28      |
| 2    | Ukraine   | Olesya Povh      | 11 s 32      |
| 3    | Lituanie  | Lina Grinčikaitė | 11 s 32 (SB) |
| 4    | Norvège   | Ezinne Okparaebo | 11 s 39      |
| 5    | Russie    | Olga Belkina     | 11 s 42      |
| 6    | Allemagne | Verena Sailer    | 11 s 42      |
| 7    | Allemagne | Anne Cibis       | 11 s 54      |
| 8    | Allemagne | Tatjana Pinto    | 11 s 62      |

## 200m
| Rang | Pays        | Athlète            | Temps   |
| ---- | ----------- | ------------------ | ------- |
| 1    | Pays-Bas    | Churandy Martina   | 20 s 42 |
| 2    | Pays-Bas    | Patrick van Luijk  | 20 s 87 |
| 3    | Royaume-Uni | Daniel Talbot      | 20 s 95 |
| 4    | Belgique    | Jonathan Borlée    | 20 s 99 |
| 5    | Suède       | Nil de Oliveira    | 21 s 11 |
| 6    | Royaume-Uni | Christopher Clarke | 21 s 26 |
| 7    | Italie      | Diego Marani       | 21 s 26 |
| 8    | Irlande     | Paul Hession       | 21 s 27 |

| Rang | Pays     | Athlète               | Temps   |
| ---- | -------- | --------------------- | ------- |
| 1    | Ukraine  | Mariya Ryemyen        | 23 s 05 |
| 2    | Ukraine  | Hrystyna Stuy         | 23 s 17 |
| 3    | France   | Myriam Soumaré        | 23 s 21 |
| 4    | Ukraine  | Viktoriya Pyatachenko | 23 s 25 |
| 5    | Pays-Bas | Dafne Schippers       | 23 s 53 |
| 6    | Pays-Bas | Jamile Samuel         | 23 s 55 |
| 7    | Chypre   | Eléni Artymatá        | 23 s 59 |
| 8    | France   | Johanna Danois        | 23 s 61 |

## 400m
| Rang | Pays        | Athlète            | Temps         |
| ---- | ----------- | ------------------ | ------------- |
| 1    | Tchéquie    | Pavel Maslák       | 45 s 24       |
| 2    | Hongrie     | Marcell Deák-Nagy  | 45 s 52 (SB)  |
| 3    | France      | Yannick Fonsat     | 45 s 82       |
| 4    | Israël      | Donald Sanford     | 45 s 91       |
| 5    | Royaume-Uni | Richard Buck       | 45 s 92       |
| 6    | Irlande     | Brian Gregan       | 46 s 04       |
| 7    | Pologne     | Marcin Marciniszyn | 46 s 46       |
| 8    | Italie      | Marco Vistalli     | 4 min 04 s 20 |

| Rang | Pays        | Athlète         | Temps        |
| ---- | ----------- | --------------- | ------------ |
| 1    | Suède       | Moa Hjelmer     | 51 s 13 (NR) |
| 2    | Russie      | Ksenia Zadorina | 51 s 26 (SB) |
| 3    | Biélorussie | Ilona Usovich   | 51 s 94      |
| 4    | Ukraine     | Olha Zemlyak    | 52 s 01      |
| 5    | Royaume-Uni | Lee McConnell   | 52 s 20      |
| 6    | Italie      | Libania Grenot  | 52 s 57      |
| 7    | Ukraine     | Darya Prystupa  | 53 s 03      |
| 8    | France      | Muriel Hurtis   | 54 s 50      |

## 800m
| Rang | Pays      | Athlète               | Temps         |
| ---- | --------- | --------------------- | ------------- |
| 1    | Russie    | Yuriy Borzakovskiy    | 1 min 48 s 61 |
| 2    | Danemark  | Andreas Bube          | 1 min 48 s 69 |
| 3    | France    | Pierre-Ambroise Bosse | 1 min 48 s 83 |
| 4    | Espagne   | Antonio Manuel Reina  | 1 min 48 s 98 |
| 5    | Tchéquie  | Jakub Holuša          | 1 min 48 s 99 |
| 6    | Pays-Bas  | Robert Lathouwers     | 1 min 49 s 22 |
| 7    | Slovaquie | Jozef Repčík          | 1 min 49 s 42 |
| 8    | Norvège   | Thomas Roth (en)      | 1 min 49 s 54 |

| Rang | Pays        | Athlète            | Temps              |
| ---- | ----------- | ------------------ | ------------------ |
| 1    | Royaume-Uni | Lynsey Sharp       | 2 min 00 s 52 (PB) |
| 2    | Biélorussie | Maryna Arzamasava  | 2 min 01 s 02      |
| 3    | Ukraine     | Liliya Lobanova    | 2 min 01 s 29      |
| 4    | Slovaquie   | Lucia Klocová      | 2 min 01 s 38      |
| 5    | Royaume-Uni | Jemma Simpson      | 2 min 02 s 14      |
| 6    | Lituanie    | Natalija Piliušina | 2 min 06 s 59      |
| DQ   | Russie      | Yelena Arzhakova   | 1 min 58 s 51      |
| DQ   | Russie      | Irina Maracheva    | 2 min 00 s 66      |

## 1 500m
| Rang | Pays     | Athlète             | Temps         |
| ---- | -------- | ------------------- | ------------- |
| 1    | Norvège  | Henrik Ingebrigtsen | 3 min 46 s 20 |
| 2    | France   | Florian Carvalho    | 3 min 46 s 33 |
| 3    | Espagne  | David Bustos        | 3 min 46 s 45 |
| 4    | Portugal | Hélio Gomes         | 3 min 46 s 50 |
| 5    | Pologne  | Bartosz Nowicki     | 3 min 46 s 69 |
| 6    | Turquie  | İlham Tanui Özbilen | 3 min 46 s 85 |
| 7    | Lettonie | Dmitrijs Jurkevics  | 3 min 47 s 36 |
| 8    | Serbie   | Goran Nava          | 3 min 47 s 74 |

| Rang | Pays      | Athlète                | Temps         |
| ---- | --------- | ---------------------- | ------------- |
| 1    | Espagne   | Nuria Fernández        | 4 min 8 s 80  |
| 2    | Allemagne | Diana Sujew            | 4 min 9 s 28  |
| 3    | Tchéquie  | Tereza Čapková         | 4 min 10 s 17 |
| 4    | Allemagne | Corinna Harrer         | 4 min 10 s 38 |
| 5    | Espagne   | Isabel Macías          | 4 min 11 s 12 |
| 6    | Norvège   | Ingvill Måkestad Bovim | 4 min 13 s 32 |
| 7    | Serbie    | Marina Munćan          | 4 min 15 s 63 |
| DQ   | Turquie   | Aslı Çakır Alptekin    | 4 min 5 s 31  |
| DQ   | Turquie   | Gamze Bulut            | 4 min 6 s 04  |
| DQ   | Ukraine   | Anna Mishchenko        | 4 min 7 s 74  |
| DQ   | Russie    | Yekaterina Gorbunova   | 4 min 8 s 63  |
| DQ   | Russie    | Kristina Khaleyeva     | 4 min 10 s 26 |

## 5 000m
| Rang | Pays        | Athlète             | Temps          |
| ---- | ----------- | ------------------- | -------------- |
| 1    | Royaume-Uni | Mohamed Farah       | 13 min 29 s 91 |
| 2    | Allemagne   | Arne Gabius         | 13 min 31 s 83 |
| 3    | Turquie     | Polat Kemboi Arıkan | 13 min 32 s 63 |
| 4    | France      | Yohan Durand        | 13 min 32 s 65 |
| 5    | Italie      | Daniele Meucci      | 13 min 32 s 69 |
| 6    | Azerbaïdjan | Hayle Ibrahimov     | 13 min 36 s 05 |
| 7    | Pays-Bas    | Dennis Licht        | 13 min 37 s 99 |
| 8    | Belgique    | Bashir Abdi         | 13 min 39 s 01 |

| Rang | Pays        | Athlète            | Temps               |
| ---- | ----------- | ------------------ | ------------------- |
| 1    | Russie      | Olga Golovkina     | 15 min 11 s 90      |
| 2    | Ukraine     | Lyudmyla Kovalenko | 15 min 12 s 03      |
| 3    | Portugal    | Sara Moreira       | 15 min 12 s 05      |
| 4    | Royaume-Uni | Julia Bleasdale    | 15 min 12 s 77 (PB) |
| 5    | Roumanie    | Roxana Bârca       | 15 min 13 s 40 (PB) |
| 6    | Italie      | Nadia Ejjafini     | 15 min 16 s 54 (PB) |
| 7    | Belgique    | Almensh Belete     | 15 min 22 s 15 (SB) |
| 8    | Italie      | Elena Romagnolo    | 15 min 24 s 38      |
| -    | Russie      | Svetlana Kireyeva  | DQ                  |

## 10 000m
| Rang | Pays     | Athlète             | Temps               |
| ---- | -------- | ------------------- | ------------------- |
| 1    | Turquie  | Polat Kemboi Arıkan | 28 min 22 s 27      |
| 2    | Italie   | Daniele Meucci      | 28 min 22 s 73      |
| 3    | Russie   | Yevgeniy Rybakov    | 28 min 22 s 95 (SB) |
| 4    | Belgique | Bashir Abdi         | 28 min 23 s 72      |
| 5    | Espagne  | Carles Castillejo   | 28 min 24 s 51      |
| 6    | Espagne  | Ayad Lamdassem      | 28 min 26 s 46      |
| 7    | Pays-Bas | Khalid Choukoud     | 28 min 26 s 82 (PB) |
| 8    | Portugal | Rui Pedro Silva     | 28 min 31 s 16 (SB) |

| Rang | Pays        | Athlète             | Temps                |
| ---- | ----------- | ------------------- | -------------------- |
| 1    | Portugal    | Ana Dulce Félix     | 31 min 44 s 75       |
| 2    | Royaume-Uni | Joanne Pavey        | 31 min 49 s 03       |
| 3    | Ukraine     | Olha Skrypak        | 31 min 51 s 32 (NUR) |
| 4    | Irlande     | Fionnuala Britton   | 32 min 05 s 54       |
| 5    | Allemagne   | Sabrina Mockenhaupt | 32 min 16 s 55       |
| 6    | Royaume-Uni | Charlotte Purdue    | 32 min 28 s 46       |
| 7    | Portugal    | Ana Dias            | 32 min 35 s 82       |
| 8    | Italie      | Elena Romagnolo     | 32 min 42 s 31       |

## 110mhaies/100mhaies
| Rang | Pays      | Athlète                | Temps        |
| ---- | --------- | ---------------------- | ------------ |
| 1    | Russie    | Sergueï Choubenkov     | 13 s 16      |
| 2    | France    | Garfield Darien        | 13 s 20      |
| 3    | Pologne   | Artur Noga             | 13 s 27 (NR) |
| 4    | Allemagne | Alexander John         | 13 s 38 (SB) |
| 5    | Italie    | Emanuele Abate         | 13 s 43      |
| 6    | Pays-Bas  | Gregory Sedoc          | 13 s 45      |
| 7    | Suède     | Philip Nossmy          | 13 s 59      |
| 8    | Grèce     | Konstadinos Douvalidis | 13 s 59      |

| Rang | Pays        | Athlète                | Temps         |
| ---- | ----------- | ---------------------- | ------------- |
| 1    | Biélorussie | Alina Talay            | 12 s 91       |
| 2    | Biélorussie | Katsiaryna Paplauskaya | 12 s 97       |
| 3    | Autriche    | Beate Schrott          | 12 s 98 (=SB) |
| 4    | Belgique    | Anne Zagré             | 13 s 02       |
| 5    | Italie      | Marzia Caravelli       | 13 s 11       |
| 6    | Allemagne   | Cindy Roleder          | 13 s 11       |
| 7    | Italie      | Micol Cattaneo         | 13 s 16       |
| DQ   | Turquie     | Nevin Yanit            | 12 s 81       |

## 400mhaies
| Rang | Pays        | Athlète            | Temps        |
| ---- | ----------- | ------------------ | ------------ |
| 1    | Royaume-Uni | Rhys Williams      | 49 s 33 (SB) |
| 2    | Serbie      | Emir Bekrić        | 49 s 49      |
| 3    | Ukraine     | Stanislav Melnykov | 49 s 69      |
| 4    | France      | Adrien Clemenceau  | 49 s 70 (PB) |
| 5    | Estonie     | Rasmus Mägi        | 50 s 01      |
| 6    | Allemagne   | Georg Fleischhauer | 50 s 11      |
| 7    | Royaume-Uni | Nathan Woodward    | 50 s 20      |
| 8    | Grèce       | Periklís Iakovákis | 50 s 57      |

| Rang | Pays     | Athlète          | Temps        |
| ---- | -------- | ---------------- | ------------ |
| 1    | Russie   | Irina Davydova   | 53 s 77 (WL) |
| 2    | Tchéquie | Denisa Rosolová  | 54 s 24 (PB) |
| 3    | Ukraine  | Anna Yaroshchuk  | 54 s 35 (PB) |
| 4    | Tchéquie | Zuzana Hejnová   | 54 s 49      |
| 5    | Russie   | Yelena Churakova | 54 s 78 (PB) |
| 6    | Belgique | Élodie Ouédraogo | 55 s 95      |
| 7    | Tchéquie | Zuzana Bergrová  | 56 s 26      |
| 8    | Irlande  | Jessie Barr      | 56 s 83      |

## 3 000msteeple
| Rang | Pays    | Athlète                     | Temps         |
| ---- | ------- | --------------------------- | ------------- |
| 1    | France  | Mahiedine Mekhissi-Benabbad | 8 min 33 s 23 |
| 2    | Turquie | Tarık Langat Akdağ          | 8 min 35 s 24 |
| 3    | Espagne | Víctor García               | 8 min 35 s 87 |
| 4    | Espagne | Abdelaziz Merzougui         | 8 min 38 s 58 |
| 5    | Pologne | Lukasz Parszczynski         | 8 min 38 s 76 |
| 6    | Italie  | Yuri Floriani               | 8 min 39 s 22 |
| 7    | Pologne | Krystian Zalewski           | 8 min 39 s 35 |
| 8    | Turquie | Hakan Duvar                 | 8 min 40 s 05 |
| DQ   | France  | Nordine Gezzar              | 8 min 36 s 98 |

| Rang | Pays      | Athlète               | Temps         |
| ---- | --------- | --------------------- | ------------- |
| 1    | Turquie   | Gülcan Mıngır         | 9 min 32 s 96 |
| 2    | Allemagne | Antje Möldner-Schmidt | 9 min 36 s 37 |
| 3    | Allemagne | Gesa-Felicitas Krause | 9 min 38 s 20 |
| 4    | Roumanie  | Ancuța Bobocel        | 9 min 41 s 32 |
| 5    | Lettonie  | Poļina Jeļizarova     | 9 min 41 s 38 |
| 6    | Russie    | Natalya Gorchakova    | 9 min 42 s 98 |
| 7    | Espagne   | Diana Martín          | 9 min 45 s 36 |
| 8    | Portugal  | Clarisse Cruz         | 9 min 47 s 76 |
| DQ   | Ukraine   | Svitlana Shmidt       | 9 min 33 s 03 |

## Relais 4 ×100m
| Rang | Pays        | Athlètes                                                                      | Temps           |
| ---- | ----------- | ----------------------------------------------------------------------------- | --------------- |
| 1    | Pays-Bas    | Brian Mariano Churandy Martina Giovanni Codrington Patrick van Luijk          | 38 s 34 (EL NR) |
| 2    | Allemagne   | Julian Reus Tobias Unger Alexandre Kosenkow Lucas Jakubczyk                   | 38 s 44         |
| 3    | France      | Ronald Pognon Christophe Lemaitre Pierre-Alexis Pessonneaux Emmanuel Biron    | 38 s 46         |
| 4    | Russie      | Mikhail Idrisov Konstantin Petryashov Vyacheslav Kolesnichenko Pavel Karavaev | 38 s 67         |
| 5    | Suisse      | Alex Wilson Marc Schneeberger Reto Schenkel Rolf Fongué                       | 38 s 83         |
| 6    | Portugal    | Ricardo Monteiro Dany Gonçalves Diogo Antunes Yazaldes Nascimento             | 39 s 96         |
| 7    | Tchéquie    | Jan Veleba Rostislav Šulc Vojtěch Šulc Lukás Štastný                          | DNF             |
| 8    | Royaume-Uni | Christian Malcolm Dwain Chambers James Ellington Mark Lewis-Francis           | DNF             |

| Rang | Pays        | Athlète                                                                          | Temps        |
| ---- | ----------- | -------------------------------------------------------------------------------- | ------------ |
| 1    | Allemagne   | Leena Günther Anne Cibis Tatjana Lofamakanda Pinto Verena Sailer                 | 42 s 51 (EL) |
| 2    | Pays-Bas    | Kadene Vassell Dafne Schippers Eva Lubbers Jamile Samuel                         | 42 s 80 (NR) |
| 3    | Pologne     | Marika Popowicz Daria Korczyńska Marta Jeschke Ewelina Ptak                      | 43 s 06      |
| 4    | Russie      | Yevgeniya Polyakova Yekaterina Kuzina Yekaterina Voronenkova Olga Belkina        | 43 s 37      |
| 5    | France      | Carima Louami Ayodele Ikuesan Lina Jacques-Sébastien Christine Arron             | 43 s 44      |
| 6    | Suisse      | Michelle Cueni Jacqueline Gasser Ellen Sprunger Lea Sprunger                     | 43 s 61      |
| 7    | Biélorussie | Volha Astashka Katsiaryna Hanchar Elena Danilyuk-Nevmerzhytskaya Yuliya Balykina | 44 s 06      |
| 8    | Ukraine     | Olesya Povh Nataliya Pohrebnyak Mariya Ryemyen Viktoriya Pyatachenko             | DNF          |

## Relais 4 ×400m
| Rang | Pays        | Athlètes                                                           | Temps              |
| ---- | ----------- | ------------------------------------------------------------------ | ------------------ |
| 1    | Belgique    | Antoine Gillet Jonathan Borlée Jente Bouckaert Kévin Borlée        | 3 min 01 s 09 (EL) |
| 2    | Royaume-Uni | Nigel Levine Conrad Williams Robert Tobin Richard Buck             | 3 min 01 s 56      |
| 3    | Allemagne   | Jonas Plass Kamghe Gaba Eric Krüger Thomas Schneider               | 3 min 01 s 77      |
| 4    | Pologne     | Piotr Wiaderek Jan Ciepiela Marcin Marciniszyn Kacper Kozłowski    | 3 min 02 s 37      |
| 5    | Tchéquie    | Daniel Němeček Pavel Maslák Josef Prorok Jakub Holuša              | 3 min 02 s 72 (NR) |
| 6    | France      | Teddy Venel Toumany Coulibaly Marc Macédot Yannick Fonsat          | 3 min 03 s 04      |
| 7    | Ukraine     | Oleksiy Ryemyen Stanislav Melnykov Yevhen Hutsol Volodymyr Burakov | 3 min 04 s 56      |
| 8    | Pays-Bas    | Joeri Moerman Bram Peters Dennis Spillekom Youssef El Rhalfioui    | 3 min 05 s 68      |

| Rang | Pays        | Athlète                                                             | Temps              |
| ---- | ----------- | ------------------------------------------------------------------- | ------------------ |
| 1    | Ukraine     | Yuliya Olishevska Olha Zemlyak Nataliya Pyhyda Alina Lohvynenko     | 3 min 25 s 07 (EL) |
| 2    | France      | Phara Anacharsis Lénora Guion-Firmin Marie Gayot Floria Guei        | 3 min 25 s 49      |
| 3    | Tchéquie    | Zuzana Hejnová Zuzana Bergrová Jitka Bartoničková Denisa Rosolová   | 3 min 26 s 02      |
| 4    | Royaume-Uni | Shana Cox Nicola Sanders Lee McConnell Eilidh Child                 | 3 min 26 s 20      |
| 5    | Allemagne   | Esther Cremer Janin Lindenberg Christiane Klopsch Fabienne Kohlmann | 3 min 27 s 81      |
| 6    | Russie      | Olga Tovarnova Tatyana Veshkurova Yuliya Terekhova Ksenia Zadorina  | 3 min 28 s 36      |
| 7    | Roumanie    | Sanda Belgyan Elena Mirela Lavric Bianca Razor Angela Moroșanu      | 3 min 29 s 80      |
| 8    | Pologne     | Agata Bednarek Justyna Swiety Magdalena Gorzkowska Anna Jesień      | 3 min 30 s 17      |

## Saut en hauteur
| Rang | Pays        | Athlète           | Marque       |
| ---- | ----------- | ----------------- | ------------ |
| 1    | Royaume-Uni | Robert Grabarz    | 2,31 m       |
| 2    | Lituanie    | Raivydas Stanys   | 2,31 m (PB)  |
| 3    | France      | Mickaël Hanany    | 2,28 m       |
| 4    | Russie      | Sergey Mudrov     | 2,28 m (SB)  |
| 5    | Italie      | Gianmarco Tamberi | 2,24 m       |
| 6    | Slovaquie   | Michal Kabelka    | 2,24 m (PB)  |
| 6    | Pologne     | Szymon Kiecana    | 2,24 m       |
| 8    | Tchéquie    | Jaroslav Bába     | 2,24 m       |
| 8    | Roumanie    | Mihai Donişan     | 2,24 m (=SB) |

| Rang | Pays     | Athlète            | Marque       |
| ---- | -------- | ------------------ | ------------ |
| 1    | Espagne  | Ruth Beitia        | 1,97 m (=SB) |
| 2    | Norvège  | Tonje Angelsen     | 1,97 m (PB)  |
| 3    | Russie   | Irina Gordeyeva    | 1,92 m       |
| 3    | Suède    | Emma Green Tregaro | 1,92 m (SB)  |
| 3    | Ukraine  | Olena Holosha      | 1,92 m       |
| 6    | Turquie  | Burcu Ayhan        | 1,92 m (=SB) |
| 6    | France   | Melanie Melfort    | 1,92 m (SB)  |
| 8    | Bulgarie | Mirela Demireva    | 1,92 m (=PB) |

## Saut en longueur
| Rang | Pays        | Athlète         | Marque        |
| ---- | ----------- | --------------- | ------------- |
| 1    | Allemagne   | Sebastian Bayer | 8,34 m (SB)   |
| 2    | Espagne     | Luis Méliz      | 8,21 m (SB)   |
| 3    | Suède       | Michel Tornéus  | 8,17 m (SB)   |
| 4    | Royaume-Uni | J. J. Jegede    | 8,10 m        |
| 5    | Espagne     | Eusebio Cáceres | 8,06 m (SB)   |
| 6    | Finlande    | Roni Ollikainen | 8,05 m (=NUR) |
| 7    | Portugal    | Marcos Chuva    | 7,92 m        |
| 8    | Pologne     | Tomasz Jaszczuk | 7,90 m        |

| Rang | Pays        | Athlète                   | Marque      |
| ---- | ----------- | ------------------------- | ----------- |
| 1    | France      | Éloyse Lesueur            | 6,81 m (SB) |
| 2    | Biélorussie | Volha Sudarava            | 6,74 m      |
| 3    | Norvège     | Margrethe Renstrøm        | 6,67 m (SB) |
| 4    | Allemagne   | Sosthene Taroum Moguenara | 6,66 m      |
| 5    | Lettonie    | Ineta Radēviča            | 6,55 m      |
| 6    | Suisse      | Irène Pusterla            | 6,53 m      |
| 7    | Allemagne   | Melanie Bauschke          | 6,50 m      |
| 8    | Russie      | Svetlana Biryukova        | 6,40 m      |

## Saut à la perche
| Rang | Pays      | Athlète                | Marque       |
| ---- | --------- | ---------------------- | ------------ |
| 1    | France    | Renaud Lavillenie      | 5,97 m (WL)  |
| 2    | Allemagne | Björn Otto             | 5,92 m (PB)  |
| 3    | Allemagne | Raphael Holzdeppe      | 5,77 m (=SB) |
| 4    | Allemagne | Malte Mohr             | 5,77 m       |
| 5    | Grèce     | Konstadinos Filippidis | 5,72 m (SB)  |
| 6    | Tchéquie  | Jan Kudlička           | 5,60 m       |
| 7    | Danemark  | Rasmus Jørgensen       | 5,50 m (=PB) |
| 8    | Ukraine   | Maksym Mazuryk         | 5,40 m       |
| 8    | Italie    | Claudio Stecchi        | 5,40 m       |

| Rang | Pays      | Athlète                | Marque       |
| ---- | --------- | ---------------------- | ------------ |
| 1    | Tchéquie  | Jiřina Ptáčníková      | 4,60 m       |
| 2    | Allemagne | Martina Strutz         | 4,60 m (SB)  |
| 3    | Grèce     | Nikoleta Kyriakopoulou | 4,60 m (=SB) |
| 4    | Allemagne | Silke Spiegelburg      | 4,50 m       |
| 4    | Russie    | Anastasia Savchenko    | 4,50 m       |
| 6    | France    | Vanessa Boslak         | 4,50 m (=SB) |
| 7    | Allemagne | Lisa Ryzih             | 4,40 m       |
| 8    | Russie    | Aleksandra Kiryashova  | 4,40 m       |

## Triple saut
| Rang | Pays        | Athlète            | Marque        |
| ---- | ----------- | ------------------ | ------------- |
| 1    | Italie      | Fabrizio Donato    | 17,63 m (=EL) |
| 2    | Ukraine     | Sheryf El-Sheryf   | 17,28 m       |
| 3    | Biélorussie | Aliaksei Tsapik    | 16,97 m       |
| 4    | Russie      | Aleksey Fyodorov   | 16,83 m (SB)  |
| 5    | Bulgarie    | Momchil Karailiev  | 16,77 m       |
| 6    | Pologne     | Karol Hoffmann     | 16,74 m       |
| 7    | Biélorussie | Dzmitry Platnitski | 16,68 m       |
| 8    | Israël      | Yochai Halevi      | 16,67 m       |

| Rang | Pays      | Athlète                | Marque       |
| ---- | --------- | ---------------------- | ------------ |
| 1    | Ukraine   | Olha Saladukha         | 14,99 m (WL) |
| 2    | Portugal  | Patrícia Mamona        | 14,52 m (NR) |
| 3    | Russie    | Yana Borodina          | 14,36 m      |
| 4    | Italie    | Simona La Mantia       | 14,25 m      |
| 5    | Slovaquie | Dana Velďáková         | 14,24 m      |
| 6    | Grèce     | Níki Panétta           | 14,23 m      |
| 7    | Grèce     | Athanasia Perra        | 14,23 m      |
| 8    | France    | Françoise Mbango Etone | 14,19 m      |

## Lancer du javelot
| Rang | Pays         | Athlète              | Marque       |
| ---- | ------------ | -------------------- | ------------ |
| 1    | Rép. tchèque | Vítězslav Veselý     | 83,72 m      |
| 2    | Russie       | Valeriy Iordan       | 83,23 m (PB) |
| 3    | Finlande     | Ari Mannio           | 82,63 m      |
| 4    | Norvège      | Andreas Thorkildsen  | 81,55 m      |
| 5    | Ukraine      | Oleksandr Pyatnytsya | 81,41 m      |
| 6    | Pologne      | Igor Janik           | 81,21 m      |
| 7    | Suède        | Kim Amb              | 79,03 m      |
| 8    | Suède        | Gabriel Wallin       | 77,18 m      |

| Rang | Pays        | Athlète              | Marque       |
| ---- | ----------- | -------------------- | ------------ |
| 1    | Ukraine     | Vira Rebryk          | 66,86 m (NR) |
| 2    | Allemagne   | Christina Obergföll  | 65,12 m      |
| 3    | Allemagne   | Linda Stahl          | 63,69 m      |
| 4    | Royaume-Uni | Goldie Sayers        | 63,01 m      |
| 5    | Allemagne   | Katharina Molitor    | 60,99 m      |
| 6    | Lettonie    | Sinta Ozoliņa-Kovala | 59,34 m      |
| 7    | Serbie      | Tatjana Jelača       | 57,58 m (SB) |
| 8    | Lettonie    | Madara Palameika     | 56,82 m      |

## Lancer du disque
| Rang | Pays      | Athlète        | Marque  |
| ---- | --------- | -------------- | ------- |
| 1    | Allemagne | Robert Harting | 68,30 m |
| 2    | Estonie   | Gerd Kanter    | 66,53 m |
| 3    | Pays-Bas  | Rutger Smith,  | 64,02 m |
| 4    | Espagne   | Mario Pestano  | 63,87 m |
| 5    | Espagne   | Frank Casañas  | 63,60 m |
| 6    | Pologne   | Robert Urbanek | 62,99 m |
| 7    | Autriche  | Gerhard Mayer  | 62,85 m |
| 8    | Allemagne | Markus Münch   | 61,25 m |
| DQ   | Hongrie   | Zoltán Kővágó  | DQ      |

| Rang | Pays      | Athlète              | Marque  |
| ---- | --------- | -------------------- | ------- |
| 1    | Croatie   | Sandra Perković      | 67,62 m |
| 2    | Allemagne | Nadine Müller        | 65,41 m |
| 3    | Ukraine   | Natalya Semenova     | 62,91 m |
| 4    | Allemagne | Anna Rüh             | 62,65 m |
| 5    | Allemagne | Julia Fischer        | 62,10 m |
| 6    | France    | Mélina Robert-Michon | 60,41 m |
| 7    | Tchéquie  | Věra Cechlová        | 60,08 m |
| 8    | Moldavie  | Natalia Artîc        | 58,64 m |

## Lancer du poids
| Rang | Pays      | Athlète         | Marque        |
| ---- | --------- | --------------- | ------------- |
| 1    | Allemagne | David Storl     | 21,58 m (SB)  |
| 2    | Pays-Bas  | Rutger Smith    | 20,55 m (=SB) |
| 3    | Serbie    | Asmir Kolašinac | 20,36 m       |
| 4    | Turquie   | Hüseyin Atıcı   | 20,24 m       |
| 5    | Portugal  | Marco Fortes    | 20,24 m       |
| 6    | Tchéquie  | Antonín Žalský  | 19,94 m       |
| 7    | Espagne   | Borja Vivas     | 19,81 m       |
| 8    | Allemagne | Marco Schmidt   | 19,65 m       |

| Rang | Pays      | Athlète              | Marque       |
| ---- | --------- | -------------------- | ------------ |
| 1    | Allemagne | Nadine Kleinert      | 19,18 m      |
| 2    | Russie    | Irina Tarasova       | 18,91 m      |
| 3    | Italie    | Chiara Rosa          | 18,47 m      |
| 4    | Allemagne | Josephine Terlecki   | 18,33 m      |
| 5    | Allemagne | Christina Schwanitz  | 18,25 m      |
| 6    | Bulgarie  | Radoslava Mavrodieva | 18,14 m      |
| 7    | Hongrie   | Anita Márton         | 17,93 m      |
| 8    | Suède     | Helena Engman        | 17,64 m (SB) |

## Lancer du marteau
| Rang | Pays        | Athlète           | Marque  |
| ---- | ----------- | ----------------- | ------- |
| 1    | Hongrie     | Krisztián Pars    | 79,72 m |
| 2    | Russie      | Aleksey Zagornyi  | 77,40 m |
| 3    | Pologne     | Szymon Ziółkowski | 76,67 m |
| 4    | Biélorussie | Valeriy Sviatokha | 75,83 m |
| 5    | Italie      | Nicola Vizzoni    | 75,13 m |
| 6    | Suède       | Mattias Jons      | 74,56 m |
| 7    | Allemagne   | Markus Esser      | 74,49 m |
| 8    | France      | Jérôme Bortoluzzi | 74,49 m |

| Rang | Pays      | Athlète          | Marque       |
| ---- | --------- | ---------------- | ------------ |
| 1    | Pologne   | Anita Włodarczyk | 74,29 m      |
| 2    | Slovaquie | Martina Hrašnová | 73,34 m (SB) |
| 3    | Russie    | Anna Bulgakova   | 71,47 m      |
| 4    | Allemagne | Kathrin Klaas    | 70,44 m      |
| 5    | Turquie   | Tuğçe Şahutoğlu  | 70,21 m      |
| 6    | France    | Stéphanie Falzon | 68,03 m      |
| 7    | Hongrie   | Éva Orbán        | 67,92 m      |
| 8    | Espagne   | Berta Castells   | 67,42 m      |
| DQ   | Moldavie  | Zalina Marghieva | 67,92 m      |

## Décathlon/Heptathlon
| Rang | Pays         | Athlète                 | Points         |
| ---- | ------------ | ----------------------- | -------------- |
| 1    | Allemagne    | Pascal Behrenbruch      | 8 558 pts (PB) |
| 2    | Ukraine      | Oleksiy Kasyanov        | 8 321 pts      |
| 3    | Russie       | Ilya Shkurenyov         | 8 219 pts (PB) |
| 4    | Serbie       | Mihail Dudaš            | 8 154 pts (PB) |
| 5    | France       | Gaël Querin             | 8 098 pts (PB) |
| 6    | Rép.tchèque  | Roman Šebrle            | 8 052 pts      |
| 7    | Allemagne    | Norman Müller           | 8 003 pts      |
| 8    | Rép. tchèque | Adam Sebastian Helcelet | 7 998 pts      |

| Rang | Pays      | Athlète                | Points         |
| ---- | --------- | ---------------------- | -------------- |
| 1    | France    | Antoinette Nana Djimou | 6 544 pts (PB) |
| 2    | Lettonie  | Laura Ikauniece        | 6 335 pts (PB) |
| 3    | Lettonie  | Aiga Grabuste          | 6 325 pts      |
| 4    | Russie    | Ekaterina Bolshova     | 6 298 pts      |
| 5    | Suède     | Jessica Samuelsson     | 6 262 pts (PB) |
| 6    | Allemagne | Claudia Rath           | 6 210 pts (PB) |
| 7    | Tchéquie  | Eliška Klučinová       | 6 151 pts      |
| 8    | Norvège   | Ida Marcussen          | 6 073 pts      |
| DQ   | Ukraine   | Lyudmyla Yosypenko     | 6 387 pts      |

## Légende
Records et Performances
- AR : Record continental (area record)
- CR : Record des championnats (championship record)
- MR : Record du meeting (meet record)
- NR : Record national (national record)
- OR : Record olympique (olympic record)
- PR : Record paralympique (paralympic record)
- PB : Record personnel (personal best)
- SB : Meilleure performance personnelle de la saison (season's best)
- WL : Meilleure performance mondiale de l'année (world leader)
- WJR : Record du monde junior (world junior record)
- WR : Record du monde (world record)

Circonstances et Conditions
- DNF : N'a pas terminé (did not finish)
- DNS : N'a pas pris le départ (did not start)
- DQ : Disqualification (disqualification)
- NM : Aucun essai valable enregistré (No Mark)
- Q : Qualifié « directement » au prochain tour (ou à la prochaine compétition), lors d'une compétition majeure, grâce au classement ou à la réalisation des minima (automatic qualifier)
- q : Qualifié au prochain tour (ou à la prochaine compétition), lors d'une compétition majeure, grâce au repêchage ou à la réalisation de l'une des meilleures performances parmi celles des « non qualifiés directement » (grâce au meilleur temps ou à la meilleure distance par exemple) (secondary qualifier)